# Hans von Werder (Oberst)

Hans von Werder

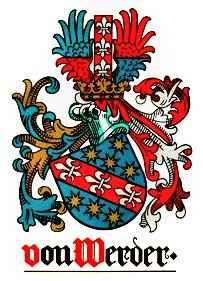
Das Wappen des märkisch-magdeburgischen Geschlechts

Hans Karl August Leopold von Werder (* 16. November 1867 in Schleswig; † 8. Mai 1923 in Potsdam) war ein preußischer Oberst sowie Kommandeur der 81. Infanterie-Brigade im Ersten Weltkrieg.

## Leben

### Herkunft
Hans entstammte dem alten Adelsgeschlecht von Werder. Er war der Sohn des späteren preußischen Generals der Infanterie Hans von Werder (1834–1897) und dessen Ehefrau Rosalie, geborene von Albrecht (1837–1913).

### Militärkarriere
Werder trat nach dem Abitur am 17. März 1887 als Fahnenjunker in das 2. Garde-Regiment zu Fuß in Berlin ein und wurde ein Jahr darauf zum Sekondeleutnant befördert. Nach dem Besuch der Kriegsakademie erhielt er ein zweijähriges Kommando zum Großen Generalstab. Als Hauptmann wurde er 1901 in den Generalstab des VI. Armee-Korps nach Breslau versetzt. In der Folgezeit war er Generalstabsoffizier der ebenfalls in Breslau stationierten 11. Division, der Kommandantur Posen, im Großen Generalstab und nochmals im VI. Armee-Korps. Seinen Truppendienst leistete er als Kompaniechef im 4. Garde-Regiment zu Fuß und, unter Beförderung zum Major, vom 7. Thüringischen Infanterie-Regiment Nr. 96 zu Gera als Bataillonskommandeur ernannt. Am 27. Januar 1914 wurde Werder mit der Beförderung zum Oberstleutnant stellvertretender Regimentskommandeur.
Mit der Mobilmachung trat er als Erster Generalstabsoffizier dem Oberkommando (AOK) der 4. Armee bei und folgte dieser in den Schlachten bei Neufchâteau, an der Maas und Marne. Am 18. September 1914 wurde Werder zur Etappen-Inspektion der 8. Armee in den Osten versetzt, bevor er am 12. Dezember 1914 zum Generalstabschef des I. Reserve-Korps ernannt wurde.
Unstimmigkeiten bewirkten am 3. Mai 1915 seine Ablösung und Versetzung zum XXI. Armee-Korps. Für seine Leistungen bei den Kämpfen des Korps, wie der Belagerung von Kowno, der Njemenschlacht, der Schlacht bei Wilna und dem Stellungskrieg zwischen Schloss Krewo–Smorgon–Narotsch-See–Tweretsch, erhielt er Ende November das Ritterkreuz des Königlichen Hausordens von Hohenzollern mit Schwertern.
Am 12. November 1916 wurde er zum Kommandeur des 2. Garde-Regiments zu Fuß ernannt. Während der Schlacht an der Somme wurde er am 18. August 1916 zum Oberst befördert und auf Antrag des Kommandeurs der 1. Garde-Infanterie-Division, Prinz Eitel Friedrich, für seine Führungsleistung mit dem Kronenorden II. Klasse mit Schwertern ausgezeichnet. Zehn Tage später, am Tag der rumänischen Kriegserklärung, wurde er Chef des Generalstabs des neuaufgestellten Generalkommandos Nr. 52, ab Dezember 1916 – sie hatte die Donau überschritten – mit der Bezeichnung Donau-Armee, unter General Kosch ernannt. Sie sollte sich unter anderem bei der Schlacht am Argesch auszeichnen. Die Besetzung Bukarests war eine Folge der Schlacht.
In den Rang eines Brigadekommandeurs wurde er am 12. Dezember 1917 zu jenem der 81. Infanterie-Brigade zu Lübeck ernannt. Für die Führung seiner Brigade bei der Schlacht um den Kemmel während der Ypernschlacht wurde Werder vom Kommandeur der 17. Reserve-Division, Generalmajor Albert von Mutius zum Orden Pour le Mérite eingereicht. Da der Kommandierende General Karl Dieffenbach und der Armeeführer Friedrich Sixt von Armin das Anliegen unterstützen, wurde Werder per Allerhöchste Kabinettsorder vom 3. Mai 1918 die höchste preußische Tapferkeitsauszeichnung verliehen.
Nachdem er seine Brigade bei Soissons, Reims und Noyon führte, folgten Abwehrschlachten zwischen Somme und Oise. Bei Kriegsende stand sie in Elsaß-Lothringen. Der Enkel des einst Straßburg erobernden Generals August von Werder musste die Festung am 21. November 1918 an Frankreich übergeben, als er sie an der Spitze des Lübecker Infanterie-Regiments in Richtung Kehl verließ.

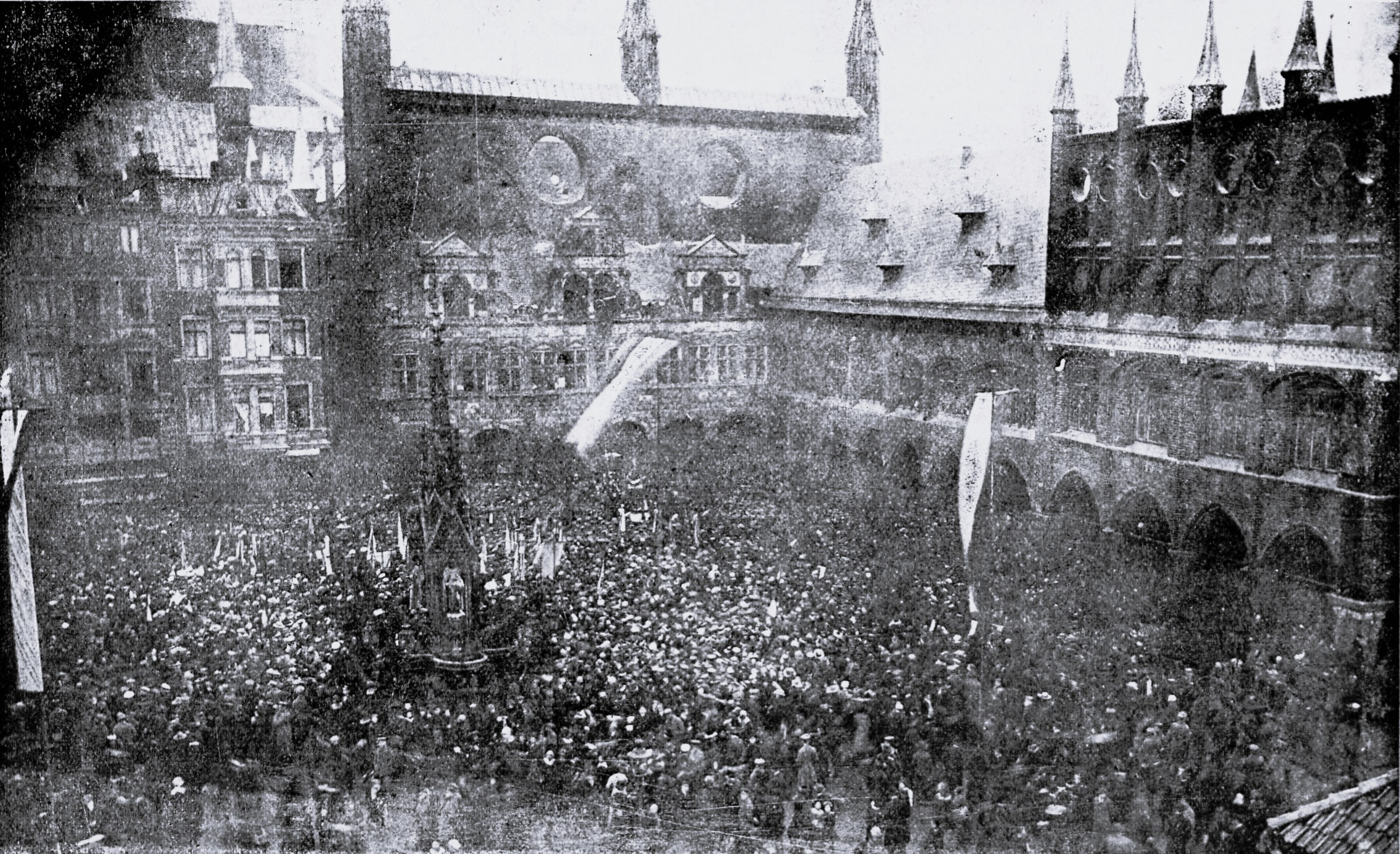
30. November 1918

Das Regiment Lübeck kehrte am Vormittag des 26. November 1918, vom Wachtdienst während der Übergangszeit um das elsaß-lothringische Straßburg herum kommend, auf dem Hauptbahnhof heim. In der offiziellen Feier am 30. November auf dem Markt begrüßte neben Bürgermeister Fehling als Vertreter des Senats, auch Dimpker als Wortführer der Bürgerschaft, Retyfeldt als Mitglied des Soldatenrates und der Redakteur Stelling als Vertreter des Arbeiterrates das heimgekehrte Regiment. Von diesem waren jedoch nur noch Reste vorhanden. So hatten seine Offiziere das Regiment bereits verlassen. Da der Regimentskommandeur, Oberstleutnant Ludwig Hauß, erkrankt war, dankte der Kommandeur des ebenfalls in Lübeck ansässigen Kommandos von der 81. Infanterie-Brigade, Oberst v. Werder, ihnen im Namen des Regiments.
Werder hatte sich der freiwilligen 17. Division zur Verfügung gestellt. Am 21. Februar 1919 wurde er mit der Führung des freiwilligen Großherzoglich Mecklenburgischen Grenadier-Regiments Nr. 89 betraut und zu dessen Kommandeur ernannt. Zusammen mit Divisionskommandeur Johannes von Busse, letzter Friedenskommandeur des Grenadier-Regiments Nr. 89, besichtigte er im April in Ludwigslust den Verband. Da Neustrelitz aufhörte hatte als Garnison zu existieren, wurde dessen Bataillon im Laufe des Sommers aufgelöst und auf die anderen Bataillone verteilt. Mit der Transformierung zum Übergangsheer wurde die Heeresstärke auf 200.000 Mann begrenzt. Das bedeutete, dass das Grenadier-Regiment Nr. 89 aufgelöst werden würde. Mit der Auflösung des Regiments nahm Werder am 22. November 1919 seinen Abschied und wurde mit der Uniform des 2. Garde-Regiments zu Fuß zur Disposition gestellt.
Oberst a. D. Hans von Werder war nach dem Krieg Hauptgeschäftsführer und zugleich Abteilungsleiter der Dt. Adelsgenossenschaft zu Berlin, sein Arbeitssitz war aber Potsdam. Er starb 1923 an den Folgen einer Lungenentzündung.

### Familie
Werder war seit 1893 mit Elisabeth von Goertzke-Großbeuthen (1872–1915) verheiratet, das Ehepaar hatte zwei Kinder und drei Enkelkinder. Wilhelm von Waldow, Ehemann von Schwester Elisabeth (1866–1950), ist sein Schwager gewesen.

## Auszeichnungen
- Roter Adlerorden IV. Klasse[7]
- Preußisches Dienstauszeichnungskreuz[7]
- Bayerischer Militärverdienstorden IV. Klasse mit Krone[7]
- Ritterkreuz I. Klasse des Albrechts-Ordens[7]
- Komtur II. Klasse des Herzoglich Sachsen-Ernestinischen Hausordens[7]
- Ritter I. Klasse des Sankt-Olav-Ordens[7]
- Eisernes Kreuz (1914) II. und I. Klasse
- Lübecker Hanseatenkreuz am 17. April 1918[8]